# Laurie McBain
Laurie McBain (15 de octubre de 1949) es una escritora de novelas románticas históricas, publicó siete novelas entre los años 1975 y 1985.

### Novelas independiente
- "Devil's Desire", 1975 (El deseo del demonio)
- "Tears Of Gold", 1979 (Lágrimas de oro)
- "Wild Bells To The Wild Sky", 1983 (Campanas al viento)
- "When The Splendor Falls", 1985

### "Dominick Saga" (Saga Dominick)
1. "Moonstruck Madness", 1977 (Al rayo de la Luna)
2. "Chance The Winds Of Fortune", 1980 (Vientos de fortuna)
3. "Dark Before The Rising Sun", 1982 (Oscuridad antes del amanecer)